# St. Johannes Baptist (Mitteraschau)

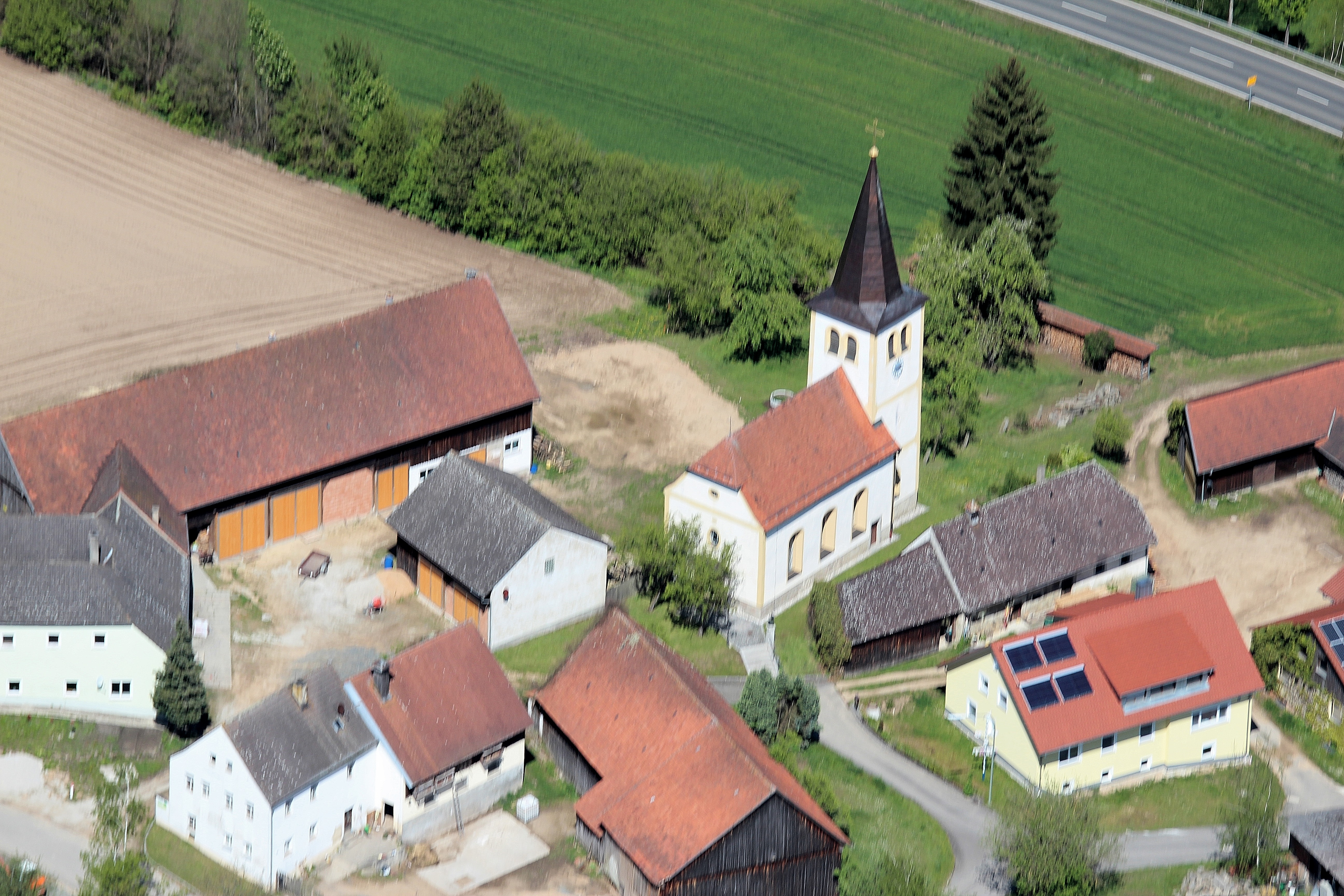
St. Johannes Baptist (Mitteraschau)

St. Johannes Baptist steht in Mitteraschau, einem Gemeindeteil der Stadt Neunburg vorm Wald im Landkreis Schwandorf in der Oberpfalz, und ist eine römisch-katholische denkmalgeschützte Filialkirche. Die Kirche gehört zum Bistum Regensburg. Das Bauwerk ist unter der Denkmalnummer D-3-76-147-157 als Baudenkmal in die Bayerische Denkmalliste eingetragen.

## Beschreibung
Die romanische Saalkirche wurde in der zweiten Hälfte des 12. Jahrhunderts erbaut. Sie besteht aus einem Langhaus, das 1786 nach Westen verlängert wurde, und einem Chorturm im Osten, dessen Erdgeschoss als Altarraum dient. Das Bogenfenster an der Ostseite des Chores stammt aus dem 12. oder 13. Jahrhundert. Die drei Achsen des Langhauses sind mit einem Satteldach bedeckt, das im Westen einen Krüppelwalm hat. Das oberste Geschoss des Chorturms beherbergt die Turmuhr und den Glockenstuhl, in dem zwei Kirchenglocken hängen. Die ältere der beiden Glocken stammt aus dem Jahr 1676. Darauf wurde im 19. Jahrhundert ein achtseitiger Knickhelm gesetzt. Der Innenraum des Langhauses ist mit einer Flachdecke überspannt, der des Chors, d. h. das Erdgeschoss des Chorturms, mit einem Kreuzgratgewölbe. Im Westen des Langhauses wurde eine Empore eingebaut. Die Wandmalereien aus der Mitte des 14. Jahrhunderts wurden erst 1961 freigelegt. Die Kirchenausstattung erfolgte in der Zeit des späten Rokoko. Auf dem Altarretabel des Hochaltars ist die Taufe Jesu dargestellt. Aus dem 14. Jahrhundert stammen Statuen der vier Evangelisten und von Maria mit dem Jesusknaben auf dem Arm.
Die Orgel hat einen Rokokoprospekt.